# Live...In the Raw
Live...In the Raw è il primo album live della band W.A.S.P., pubblicato nel 1987 e registrato durante le esibizioni live degli anni precedenti.

## Tracce
Testi e musiche di Blackie Lawless eccetto dove indicato. 
1. Inside the electric circus – 4:32
2. I don't need no doctor (cover da Ray Charles) – 3:35
3. L.O.V.E. machine – 4:31
4. Wild Child (Lawless / Holmes) – 6:02
5. 9.5. - N.A.S.T.Y. (Lawless / Holmes) – 5:11
6. Sleeping (In the fire) – 5:23
7. The manimal (Lawless / Holmes) – 4:43
8. I wanna be somebody – 6:43
9. Harder faster – 7:19
10. Blind in Texas – 5:40
11. Scream until you like it (Sabu / Esposito / Citron) – 3:26

## Versione del 1997
1. Inside the electric circus – 4:32
2. I don't need no doctor – 3:35
3. L.O.V.E. machine – 4:31
4. Wild child – 6:02
5. 9.5. - N.A.S.T.Y. – 5:11
6. Sleeping (In the fire) – 5:23
7. The manimal – 4:43
8. I wanna be somebody – 6:43
9. Harder faster – 7:19
10. Blind in Texas – 5:40
11. Scream until you like it – 3:26
12. Shoot from the hip – 5:16
13. Widowmaker – 4:35
14. Sex drive – 3:41
15. Sleeping (In the fire) (Live Acoustic) – 4:02

## Formazione
- Blackie Lawless - voce, chitarra
- Chris Holmes - chitarra
- Johnny Rod - basso
- Steve Riley - batteria